# Saint-Laurent-en-Caux
Saint-Laurent-en-Caux és un municipi francès situat al departament del Sena Marítim i a la regió de Normandia. L'any 2007 tenia 803 habitants.

## Demografia

### Població
El 2007 la població de fet de Saint-Laurent-en-Caux era de 803 persones. Hi havia 312 famílies de les quals 72 eren unipersonals (16 homes vivint sols i 56 dones vivint soles), 88 parelles sense fills, 128 parelles amb fills i 24 famílies monoparentals amb fills.
La població ha evolucionat segons el següent gràfic:
Habitants censats

### Habitatges
El 2007 hi havia 349 habitatges, 311 eren l'habitatge principal de la família, 24 eren segones residències i 14 estaven desocupats. 306 eren cases i 39 eren apartaments. Dels 311 habitatges principals, 161 estaven ocupats pels seus propietaris, 145 estaven llogats i ocupats pels llogaters i 5 estaven cedits a títol gratuït; 1 tenia una cambra, 30 en tenien dues, 69 en tenien tres, 83 en tenien quatre i 128 en tenien cinc o més. 229 habitatges disposaven pel capbaix d'una plaça de pàrquing. A 153 habitatges hi havia un automòbil i a 117 n'hi havia dos o més.

### Piràmide de població
La piràmide de població per edats i sexe el 2009 era:
| Homes | Edats   | Dones |
| ----- | ------- | ----- |
| 0     | 95 o +  | 0     |
| 0     | 90 a 94 | 0     |
| 4     | 85 a 89 | 4     |
| 8     | 80 a 84 | 12    |
| 8     | 75 a 79 | 12    |
| 8     | 70 a 74 | 32    |
| 20    | 65 a 69 | 16    |
| 12    | 60 a 64 | 12    |
| 16    | 55 a 59 | 12    |
| 12    | 50 a 54 | 16    |
| 28    | 45 a 49 | 28    |
| 48    | 40 a 44 | 20    |
| 28    | 35 a 39 | 44    |
| 20    | 30 a 34 | 12    |
| 40    | 25 a 29 | 28    |
| 36    | 20 a 24 | 24    |
| 32    | 15 a 19 | 12    |
| 48    | 10 a 14 | 20    |
| 16    | 5 a 9   | 32    |
| 8     | 0 a 4   | 8     |

## Economia
El 2007 la població en edat de treballar era de 518 persones, 375 eren actives i 143 eren inactives. De les 375 persones actives 340 estaven ocupades (199 homes i 141 dones) i 35 estaven aturades (14 homes i 21 dones). De les 143 persones inactives 41 estaven jubilades, 41 estaven estudiant i 61 estaven classificades com a «altres inactius».

### Ingressos
El 2009 a Saint-Laurent-en-Caux hi havia 320 unitats fiscals que integraven 825,5 persones, la mediana anual d'ingressos fiscals per persona era de 15.166 €.

### Activitats econòmiques
Dels 36 establiments que hi havia el 2007, 1 era d'una empresa extractiva, 1 d'una empresa alimentària, 4 d'empreses de fabricació d'altres productes industrials, 5 d'empreses de construcció, 10 d'empreses de comerç i reparació d'automòbils, 3 d'empreses de transport, 2 d'empreses financeres, 1 d'una empresa immobiliària, 2 d'empreses de serveis, 6 d'entitats de l'administració pública i 1 d'una empresa classificada com a «altres activitats de serveis».
Dels 9 establiments de servei als particulars que hi havia el 2009, 1 era una oficina de correu, 1 taller de reparació d'automòbils i de material agrícola, 1 taller d'inspecció tècnica de vehicles, 1 paleta, 2 guixaires pintors, 1 lampisteria, 1 electricista i 1 perruqueria.
Dels 4 establiments comercials que hi havia el 2009, 2 eren botiges de menys de 120 m², 1 una botiga de menys de 120 m² i 1 una fleca.
L'any 2000 a Saint-Laurent-en-Caux hi havia 11 explotacions agrícoles que ocupaven un total de 342 hectàrees.

## Equipaments sanitaris i escolars
L'únic equipament sanitari que hi havia el 2009 era una farmàcia.
El 2009 hi havia una escola elemental integrada dins d'un grup escolar amb les comunes properes formant una escola dispersa.

## Poblacions més properes
El següent diagrama mostra les poblacions més properes.